# Pont d'Ainay
Le pont d'Ainay est un pont aujourd'hui disparu qui franchissait la Saône à Lyon.

## Histoire
Un premier pont en bois est construit en 1745-1749 par Degerando pour le compte des Hospices civils de Lyon au confluent du Rhône et de la Saône (avant le recul de celui-ci plus au sud dans les années 1780). Il a été nommé pont Carron, Saint-Clair (1748), Saint-Georges, de l'Arsenal et d'Ainay. Il est endommagé par les crues en 1791 et surtout par le siège de Lyon en 1793, notamment par l'explosion de l'arsenal. Le pont est dépecé par les habitants qui récupèrent le bois dont il est fait ; ses restes sont vendus en 1795.
Plusieurs projets de reconstruction du pont se succèdent en vain. Finalement en 1817, les Hospices Civils de Lyon chargent l'ingénieur Latombe de terminer les travaux du pont, qui ouvre le 13 octobre 1818. Il est composé de cinq arches en bois s'appuyant sur des piles en pierre. Il est restauré en 1835 par Hugues-François Dubuisson de Christot. Ce pont est également nommé pont Saint-Clair (vers 1848) ou pont Saint-Georges avant la construction des ponts portant le même nom. Le pont est endommagé par les crues de 1840 et 1856 malgré la protection offerte par le pont Tilsitt en amont. Son état est jugé préoccupant. 
Un nouveau pont, constitué de trois arches métalliques (119 m) reposant sur deux piles en pierre, est reconstruit entre 1897 et 1899. Dynamité par les Allemands le 3 septembre 1944, il n'est pas reconstruit. On peut encore voir la trace du départ des arches sur les quais Tilsitt et Fulchiron.

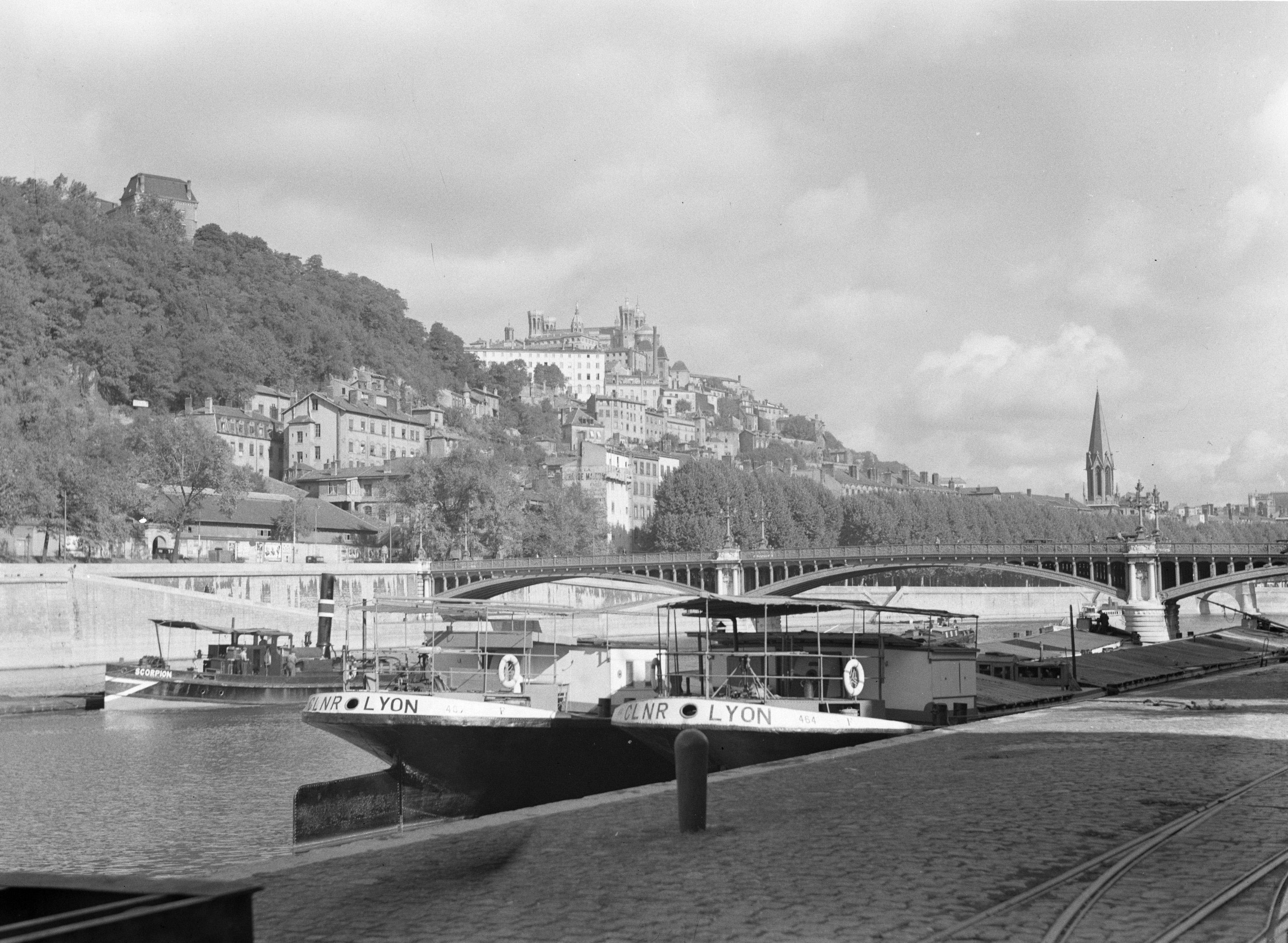
Le pont en 1935 depuis la rive gauche en aval du pont.
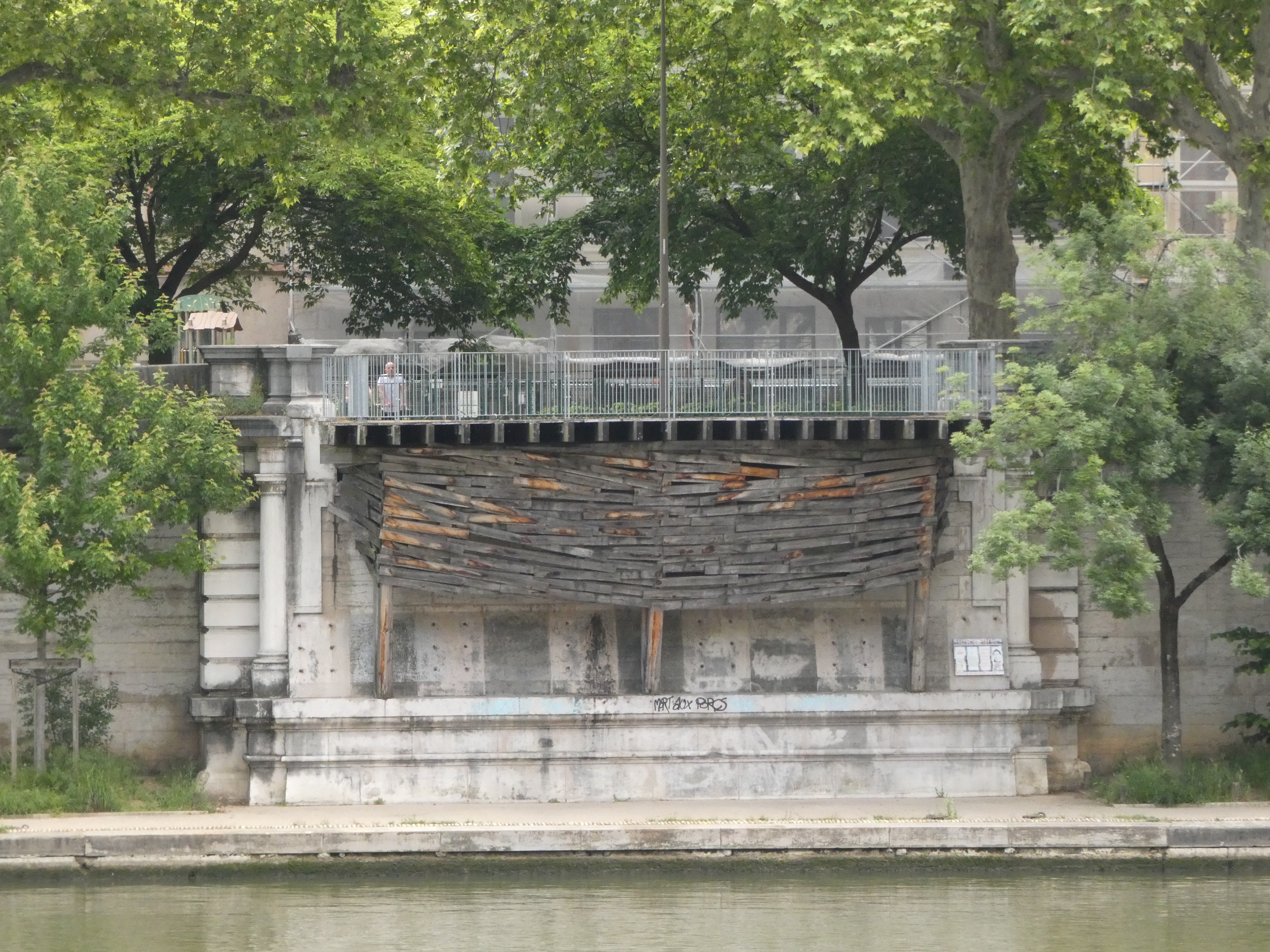
Vestige de la culée du pont en rive gauche de la Saône.
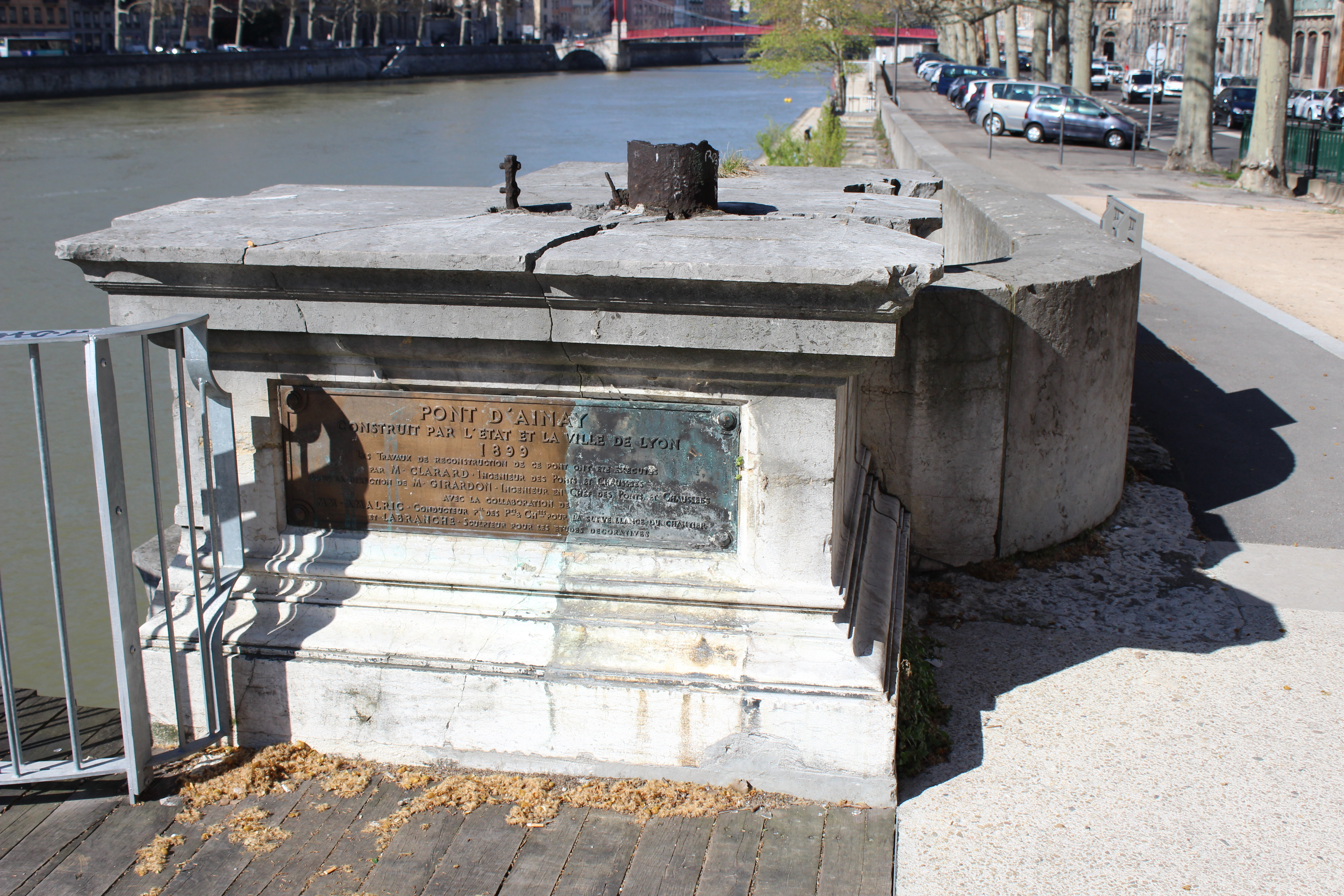
Ruines du parapet du pont en rive gauche de la Saône.
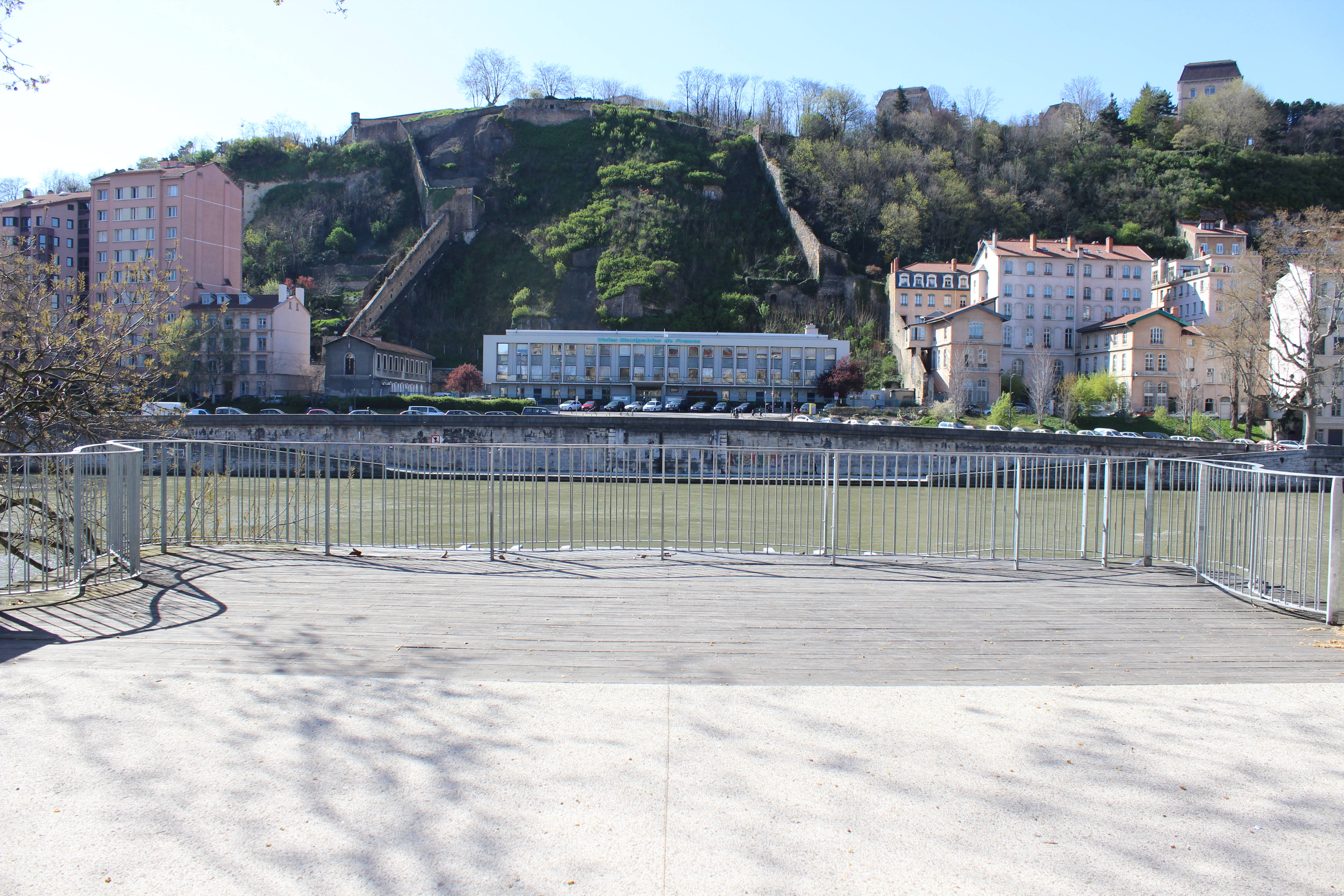
Vestige de la culée du pont depuis la rive gauche.

## Sources
- Cet article est partiellement ou en totalité issu de l'article intitulé « Ponts de Lyon » (voir la liste des auteurs).